# Волкуше
Волкуше (пол. Wołkusze) — село в Польщі, у гміні Кузьниця Сокульського повіту Підляського воєводства.
Населення — 126 осіб (2011).
У 1975-1998 роках село належало до Білостоцького воєводства.

## Демографія
Демографічна структура станом на 31 березня 2011 року:
|          | Загалом | Допрацездатний вік | Працездатний вік | Постпрацездатний вік |
| -------- | ------- | ------------------ | ---------------- | -------------------- |
| Чоловіки | 71      | 8                  | 50               | 13                   |
| Жінки    | 55      | 9                  | 22               | 24                   |
| Разом    | 126     | 17                 | 72               | 37                   |